# Campionato Primavera 3
Il Campionato Primavera 3 è una competizione calcistica giovanile italiana.
Viene gestita dalla Lega Italiana Calcio Professionistico e vi partecipano formazioni Under-19 delle società le cui prime squadre siano iscritte ai campionati di Serie A, Serie B o Serie C.

## Storia, formula e regolamento
La Primavera 3 è nata nel 2020 succedendo al Campionato nazionale Dante Berretti ma mantenendo la dedica a Dante Berretti, così come le prime due categorie del Campionato Primavera hanno mantenuto la dedica a Giacinto Facchetti. Per la prima stagione le differenze sono minime: principalmente viene attuato un meccanismo di selezione che porta le squadre peggio classificate nel 2020-2021 a formare, per la stagione successiva, il Campionato Primavera 4. Per i primi tre anni continuerà il meccanismo che promuoverà nel Campionato Primavera 2 le formazioni Under-19 delle società che avranno la prima squadra promossa dalla Serie C alla Serie B e la retrocessione delle quattro società che faranno il percorso inverso. Per le due successive stagioni verrà introdotto il sistema di promozioni e retrocessioni compensative necessarie per poter raggiungere, nella stagione 2023-2024, l'assetto definitivo dei quattro livelli Primavera.
La stagione 2020-2021 della Primavera 3 è un torneo composto dalle Under-19 di 59 società, a causa della radiazione già effettiva per la stagione in corso del Trapani (la Juventus U23 viene sostituita dalla San Marino Academy), che vengono suddivise in sette gironi geografici da otto/nove squadre ciascuno e che si affrontano in gare di andata e ritorno. Le prime quattro squadre di ciascun girone (28 totali) verranno confermate in Primavera 3 per la stagione successiva, mentre le altre 31 daranno vita ad una fase finale dalla quale due squadre usciranno confermate in Primavera 3, mentre le altre andranno a costituire il nuovo Primavera 4 per la stagione successiva.

## Albo d'oro
Per la stagione 2020-2021 il format non prevedeva la promozione diretta in Primavera 2, se non tramite i risultati della prima squadra.
| Stagione  | Vincitore  | Finalista | Semi-finalisti  |
| --------- | ---------- | --------- | --------------- |
| 2020-2021 | Arezzo (1) | Cesena    | Cavese, Perugia |

Per la stagione 2021-2022 il titolo viene determinato nel Trofeo "Dante Berretti". I vincitori dei rispettivi gironi e dei play-off nazionali sono promossi in Primavera 2.
| Stagione  | Vincitori       | Vincitori | Vincitori | Vincitori                    |
| Stagione  | Girone A        | Girone B  | Girone C  | Play-off nazionali           |
| --------- | --------------- | --------- | --------- | ---------------------------- |
| 2021-2022 | AlbinoLeffe (1) | Viterbese | Monopoli  | Feralpisalò, Imolese, Padova |

Per la stagione 2022-2023 il titolo viene determinato nel Trofeo "Dante Berretti". I vincitori dei play-off nazionali sono promossi in Primavera 2.
| Stagione  | Vincitori           |
| Stagione  | Play-off nazionali  |
| --------- | ------------------- |
| 2022-2023 | Renate (1), Palermo |

Per la stagione 2023-2024 il titolo viene determinato nel Trofeo "Dante Berretti". I vincitori dei rispettivi play-off del girone e del play-off nazionale sono promossi in Primavera 2.
| Stagione  | Vincitori         | Vincitori         | Vincitori          |
| Stagione  | Play-off Girone A | Play-off Girone B | Play-off nazionale |
| --------- | ----------------- | ----------------- | ------------------ |
| 2023-2024 | Modena (1)        | Avellino          | Pro Vercelli       |

Per la stagione 2024-2025 il titolo viene determinato nel Trofeo "Dante Berretti". I vincitori dei rispettivi play-off del girone sono promossi in Primavera 2.
| Stagione  | Vincitori | Vincitori     |
| Stagione  | Girone A  | Girone B      |
| --------- | --------- | ------------- |
| 2024-2025 | Lecco     | Catanzaro (1) |

### Vittorie per squadra
| Squadra     | Titoli | Anni      |
| ----------- | ------ | --------- |
| AlbinoLeffe | 1      | 2021-2022 |
| Arezzo      | 1      | 2020-2021 |
| Catanzaro   | 1      | 2024-2025 |
| Modena      | 1      | 2023-2024 |
| Renate      | 1      | 2022-2023 |